# Анатолій Солов'яненко (монета)
«Анато́лій Солов'я́ненко» — пам'ятна монета номіналом 2 гривні, випущена Національним банком України. Присвячена пам'яті Анатолія Борисовича Солов'яненка (1932—1999 роки) — народного артиста України, лауреата Державної премії імені Т. Г. Шевченка, одного з найкращих оперних співаків XX століття.
Монету введено в обіг 22 вересня 1999 року. Вона належить до серії «Видатні особистості України».

## Опис монети та характеристики
| Номінал грн. | Метал      | Маса, грам | Діаметр, мм. | Якість виготовлення | Гурт     | Тираж, штук |
| ------------ | ---------- | ---------- | ------------ | ------------------- | -------- | ----------- |
| 2            | нейзильбер | 12,8       | 31,0         | поліпшена           | рифлений | 25 000      |

### Аверс

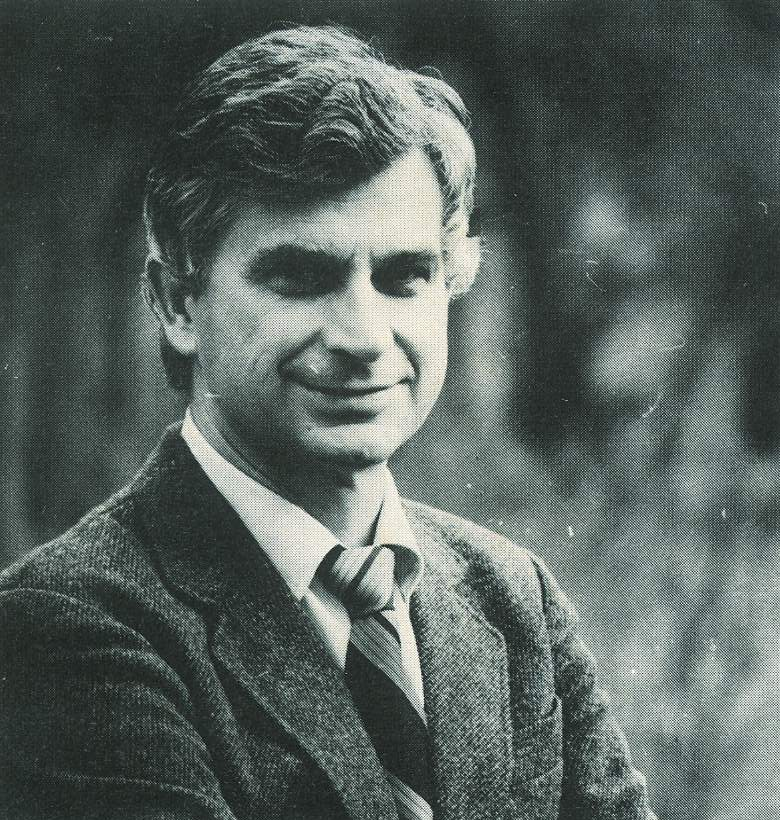
Анатолій Солов'яненко, жовнеть 1984

На аверсі монети у бусиновому колі зобразили малий Державний Герб України в обрамленні гілок калини. На монеті розмістили написи, відокремлені орнаментом: «УКРАЇНА», «2 ГРИВНІ», «1999».

### Реверс
На реверсі монети зобразили профільний портрет співака, круговий напис: «АНАТОЛІЙ СОЛОВ'ЯНЕНКО» і роки його життя: «1932-1999».

## Автори
- Художник — Кочубей Микола.
- Скульптор — Дем'яненко Володимир.

## Вартість монети
Під час введення монети в обіг 1999 року, Національний банк України реалізовував монету за ціною 5 гривень.
Фактична приблизна вартість монети, з роками змінювалася так:
| Рік        | 2005 | 2006 | 2007 | 2008 | 2009 | 2010 | 2011 | 2012 | 2013 | 2014 | 2015 | 2016 | 2017 | 2018 | 2019 | 2020 | 2021 | 2022 | 2023 | 2024 | 2025 |
| ---------- | ---- | ---- | ---- | ---- | ---- | ---- | ---- | ---- | ---- | ---- | ---- | ---- | ---- | ---- | ---- | ---- | ---- | ---- | ---- | ---- | ---- |
| Ціна, грн. | 25   | 25   | 35   | 50   | 60   | 60   | 80   | 90   | 100  | 110  | 200  | 220  | 300  | 300  | 290  | 270  | 270  | 330  | 430  | 950  | 960  |